# Colour the Small One
Colour the Small One – trzeci album studyjny australijskiej piosenkarki Sii. Wydany został 19 stycznia 2004 roku w Wielkiej Brytanii oraz 3 lutego w Stanach Zjednoczonych.

## Lista utworów
1. „Rewrite" – 4:45
2. „Sunday" – 4:17
3. „Breathe Me" – 4:34
4. „The Bully" – 3:51
5. „Sweet Potato" – 4:00
6. „Don't Bring Me Down" – 4:25
7. „Natale's Song" – 2:32
8. „Butterflies" – 3:26[a]
9. „Moon" – 5:02
10. „The Church of What's Happening Now" – 4:27
11. „Numb" – 4:40
12. „Where I Belong" – 5:45
13. „Broken Biscuit" – 4:55[b][c]
14. „Sea Shells" – 4:51[b]
15. „Breathe Me" (Four Tet Remix) – 5:01[b][c]
16. „Breathe Me" (Ulrich Schnauss Remix) – 4:53[b]
17. „Lucky" – 3:13[c]
18. „So Bored" – 3:09[c]
19. „Where I Belong" (Hot Chip Remix) – 5:03[c]
20. „Numb" (Tom Middleton Cosmos Remix) – 8:16[c]
21. „Breathe Me" (Mr Dan Remix) – 4:38[c]

Adnotacje
- ^[a] – Utwór dostępny jedynie w międzynarodowej wersji albumu.
- ^[b] – Dodatkowy utwór w amerykańskiej wersji albumu.
- ^[c] – Dodatkowy utwór w ekskluzywnej wersji cyfrowej albumu.

## Notowania
| Lista (2006)                   | Najwyższa pozycja |
| ------------------------------ | ----------------- |
| US Top Heatseekers (Billboard) | 16                |